# Orangerie (Ansbach)
Die Orangerie ist ein barockes Orangeriegebäude im markgräflichen Hofgarten der mittelfränkischen Bezirkshauptstadt Ansbach.

## Geschichte

### Lusthaus

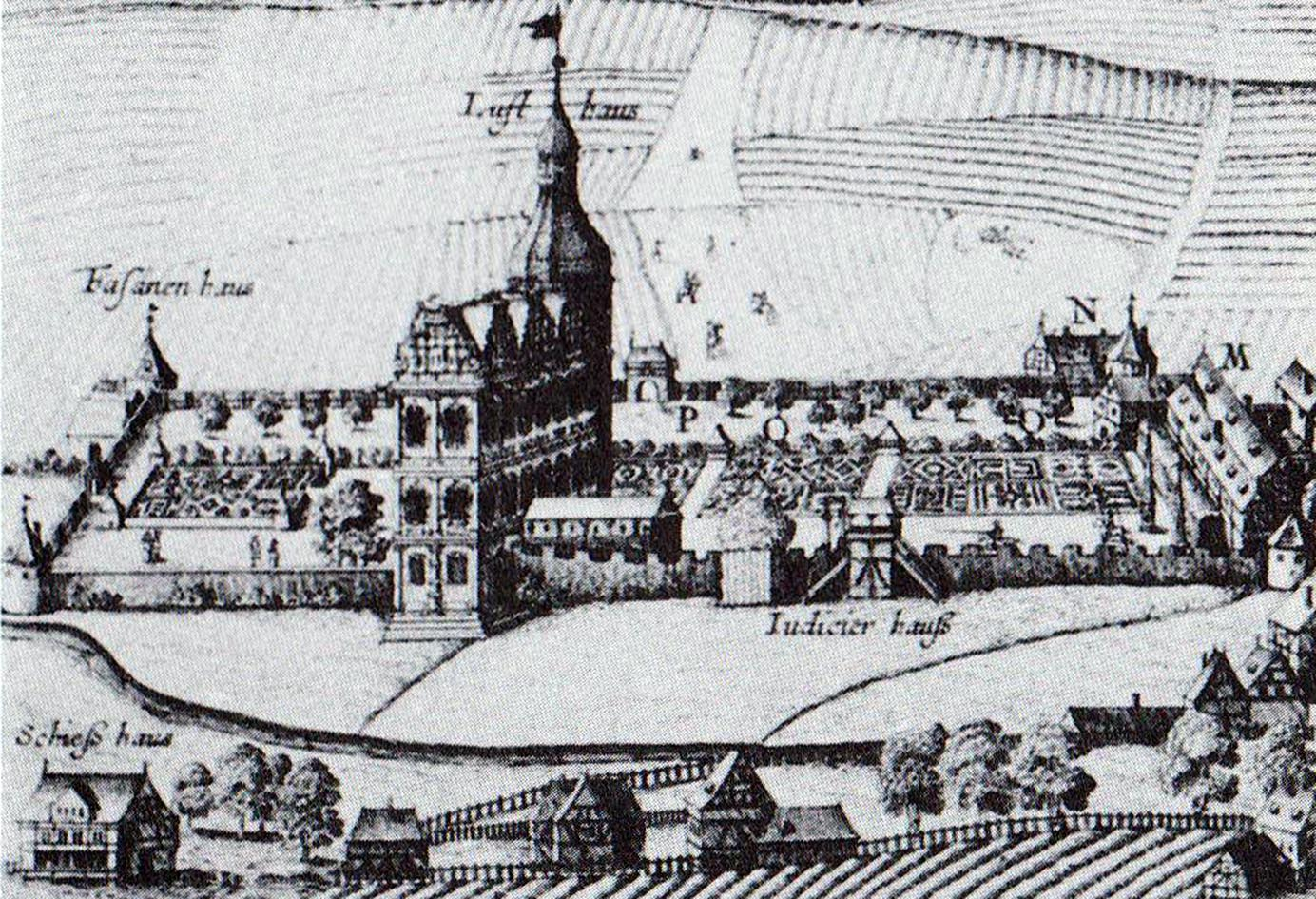
Hofgarten mit Lusthaus (1642)

Bereits im 16. Jahrhundert entstanden an der Stelle des heutigen Ansbacher Hofgartens ein Kräutergarten, gärtnerische Anlagen sowie ein „Lust- und Opernhaus“. Dieses Lusthaus wurde 1596 unter der Leitung des damaligen markgräflichen Hofbaumeisters Gideon Bacher als rechteckiges, dreistöckiges Renaissancebauwerk mit großem Turm errichtet. Das Gebäude überstand zwar die zerstörerischen Zeiten des Dreißigjährigen Krieges, fiel jedoch am 14. März 1667 einem Großbrand zum Opfer.
Unter Markgraf Johann Friedrich, der zwischen 1672 und 1686 regierte, wurde die Ruine des Lusthauses mit großem Aufwand wiederaufgebaut und erlebte in den folgenden Jahren ihre große Blütezeit. Der Nachfolger Johann Friedrichs, Georg Friedrich der Jüngere, holte bekannte Musiker, wie die berühmten italienischen Komponisten Antonio Pistocchi und Giuseppe Torelli, an den Ansbacher Fürstenhof. So entstanden in dieser Zeit bedeutende Opern, die im Lust- und Opernhaus zu aufwändigen Aufführungen gebracht wurden.

### Barocke Orangerie

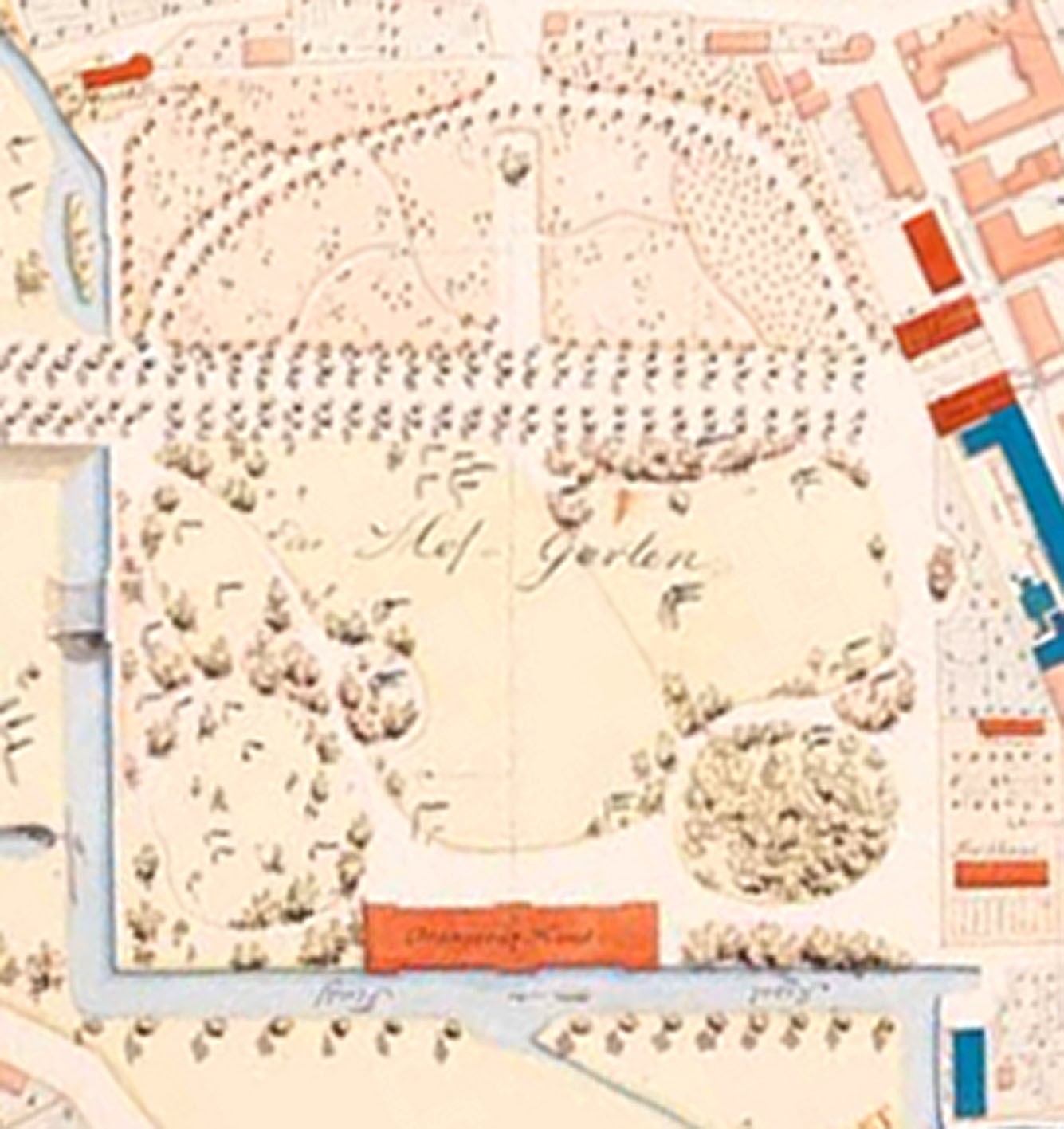
Teilansicht des Hofgartens mit Orangeriegebäude, Historische Stadtkarte von Ansbach (1808/12)

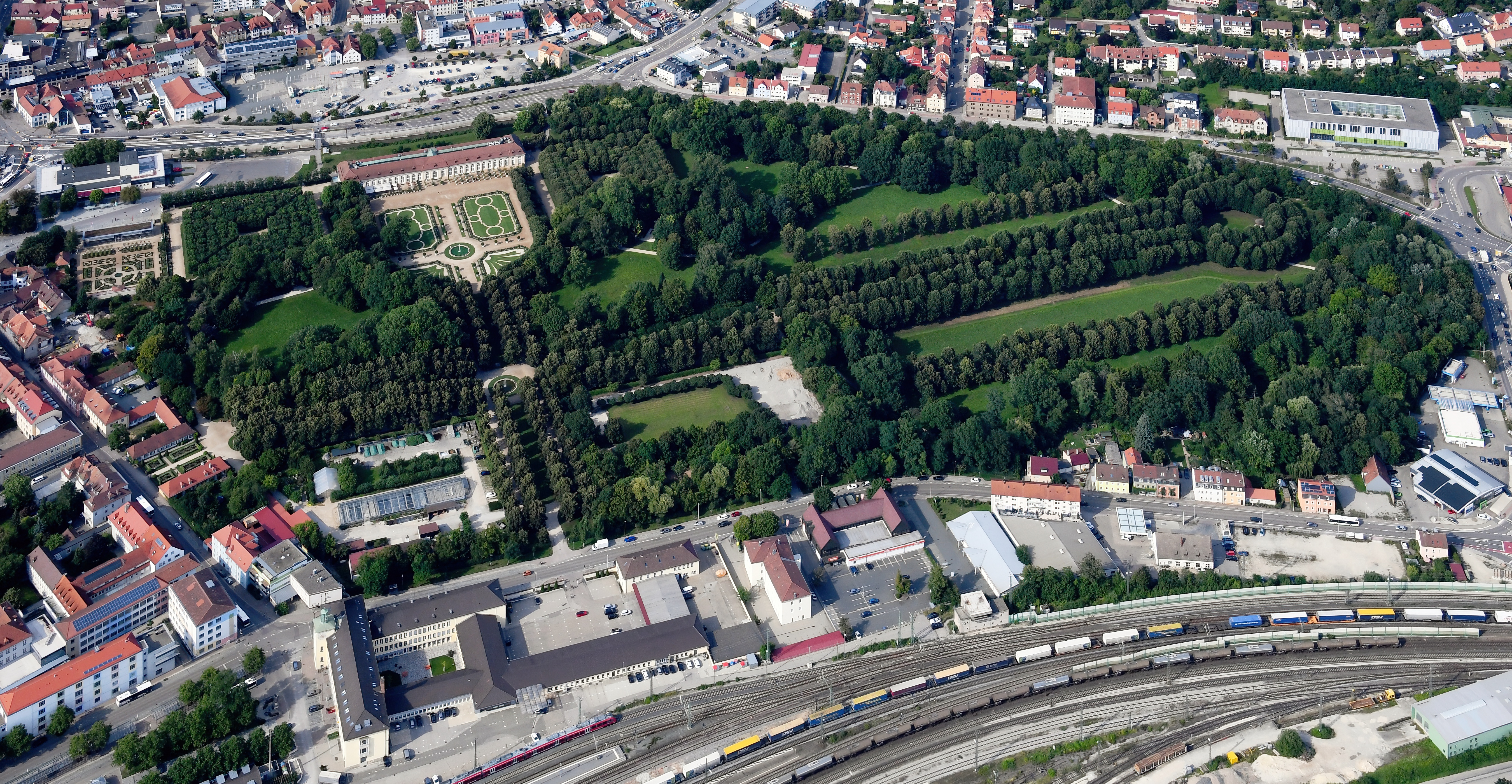
Luftbild des Hofgartens

Ab 1723 ließ Markgräfin Christiane Charlotte den Hofgarten nach französischem Gartenideal grundlegend umgestalten und befahl, das architektonisch aus der Mode gekommene und baufällige Lusthaus abzureißen. An seiner statt sollte eine Orangerie in Form eines Pomeranzenhauses als architektonisches Zentrum des barocken Gartens errichtet werden. Hier sollten im Winter die frostempfindlichen Zierpflanzen des Hofgartens aufbewahrt werden und im Sommer in den Sälen große Sommerfeste stattfinden. Mit den Planungen wurde der damalige Oberbaudirektor Carl Friedrich von Zocha betraut, der kurz zuvor bereits das Schloss in Unterschwaningen für Christiane Charlotte und ihren Gatten Wilhelm Friedrich umgebaut hatte.
Mit dem Bau der Orangerie wurde 1726 begonnen. Bis zum Ausscheiden Zochas aus der fürstlichen Hochbaudirektion 1731 wurde sie allerdings nur im Rohbau fertig. Endgültig fertiggestellt und verputzt wurde die Orangerie erst 1744 unter Leopoldo Retti. Das Mansarddach musste 1760 von Johann David Steingruber instand gesetzt werden, weil es schadhaft geworden war.
1827 stattete Alois Keym die Orangerie mit zwei Bilderzyklen aus der bayerischen und markgräflichen Geschichte aus. Im Zweiten Weltkrieg wurde das Orangeriegebäude und seine Ausstattung durch die Bombenangriffe auf Ansbach weitgehend zerstört und unter der Leitung des Ansbacher Architekten Wilhelm Baumann wieder aufgebaut. Heute werden die Räumlichkeiten der Orangerie teils als Café, teils als Veranstaltungsort für Festlichkeiten und große öffentliche Veranstaltungen, wie z. B. Konzerte der Ansbacher Bachwoche, genutzt.
In unmittelbarer Nähe zum Orangeriegebäude wurde am 14. Dezember 1833 Kaspar Hauser eine lebensbedrohliche Stichverletzung zugefügt, an der er kurze Zeit darauf verstarb. An der Stelle des Tatorts befindet sich heute ein Gedenkstein.
Die Orangerie ist als Baudenkmal in die Bayerische Denkmalliste eingetragen. Die Administrierung obliegt der Bayerischen Verwaltung der staatlichen Schlösser, Gärten und Seen.

## Baubeschreibung

### Äußere Gestaltung

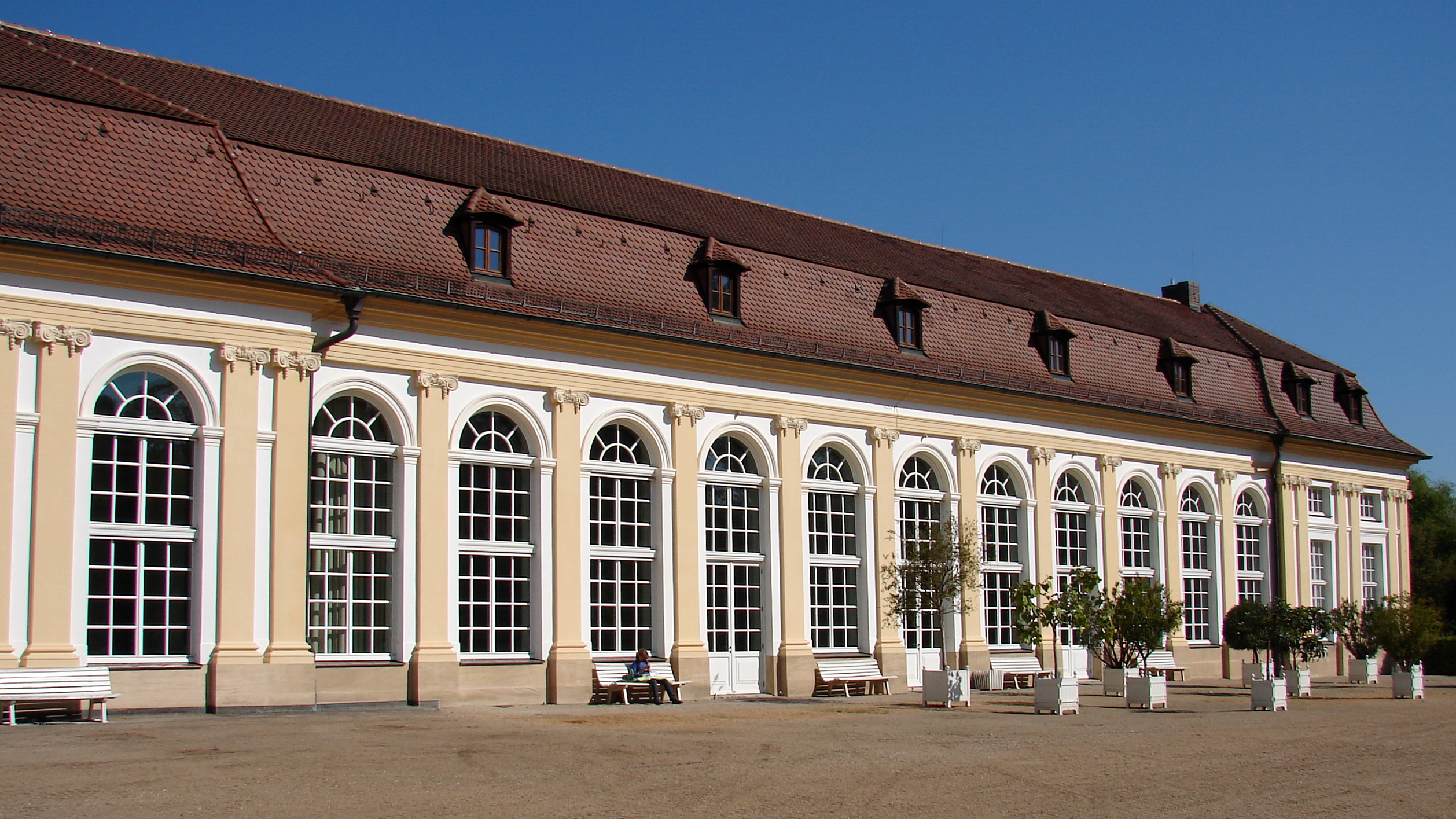
Südseite der Orangerie

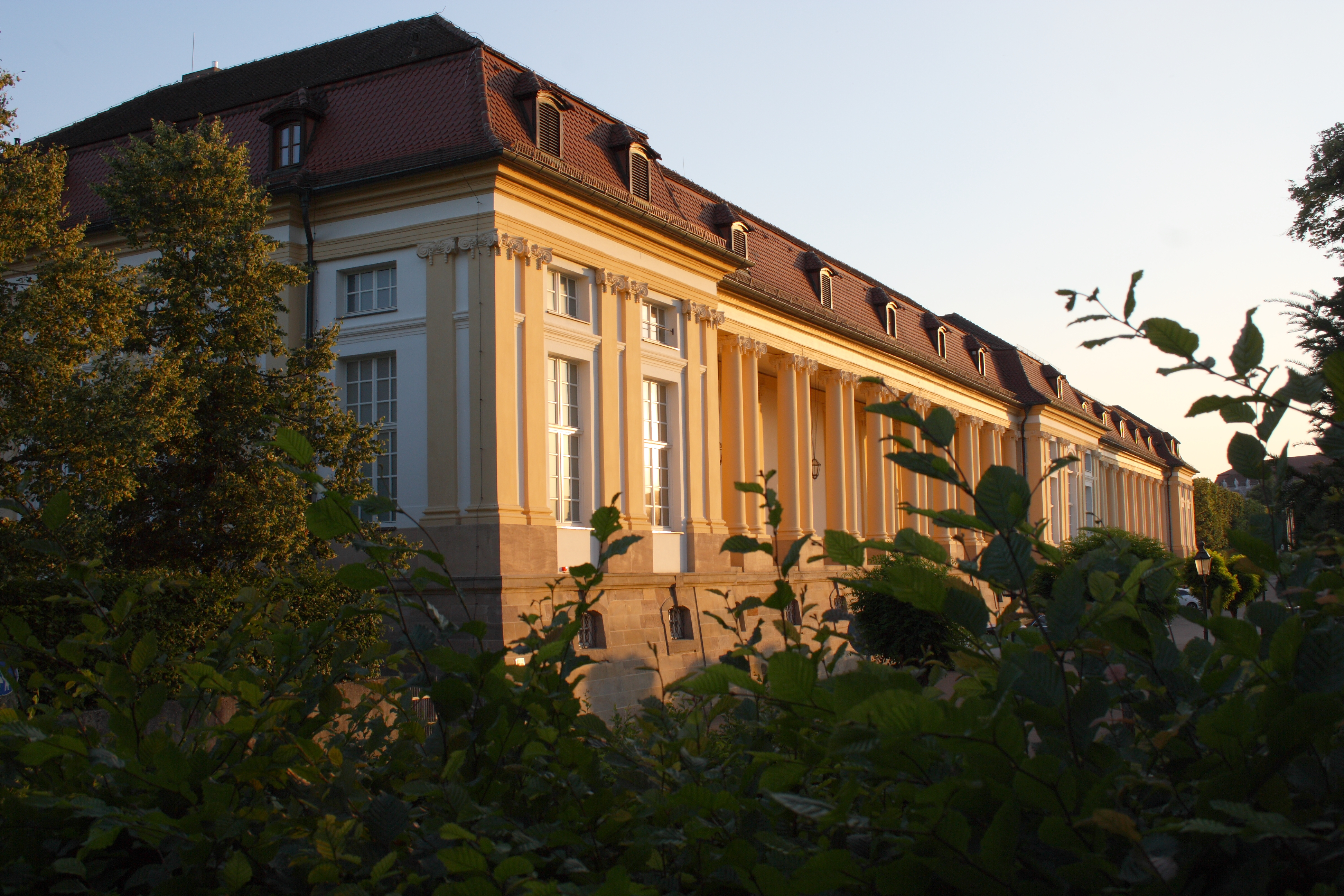
Nordseite der Orangerie

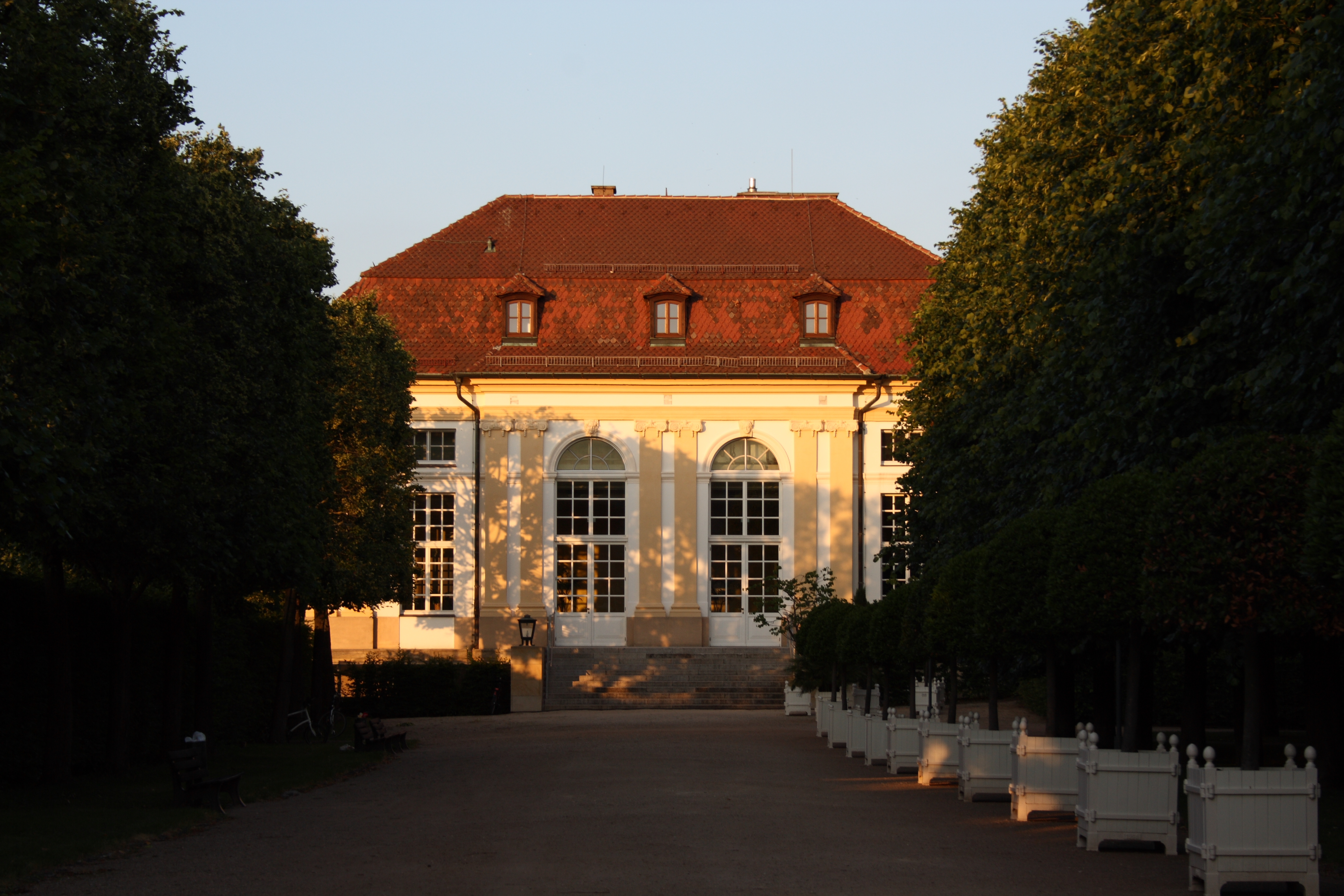
Westseite der Orangerie

Orangerie (Panorama)

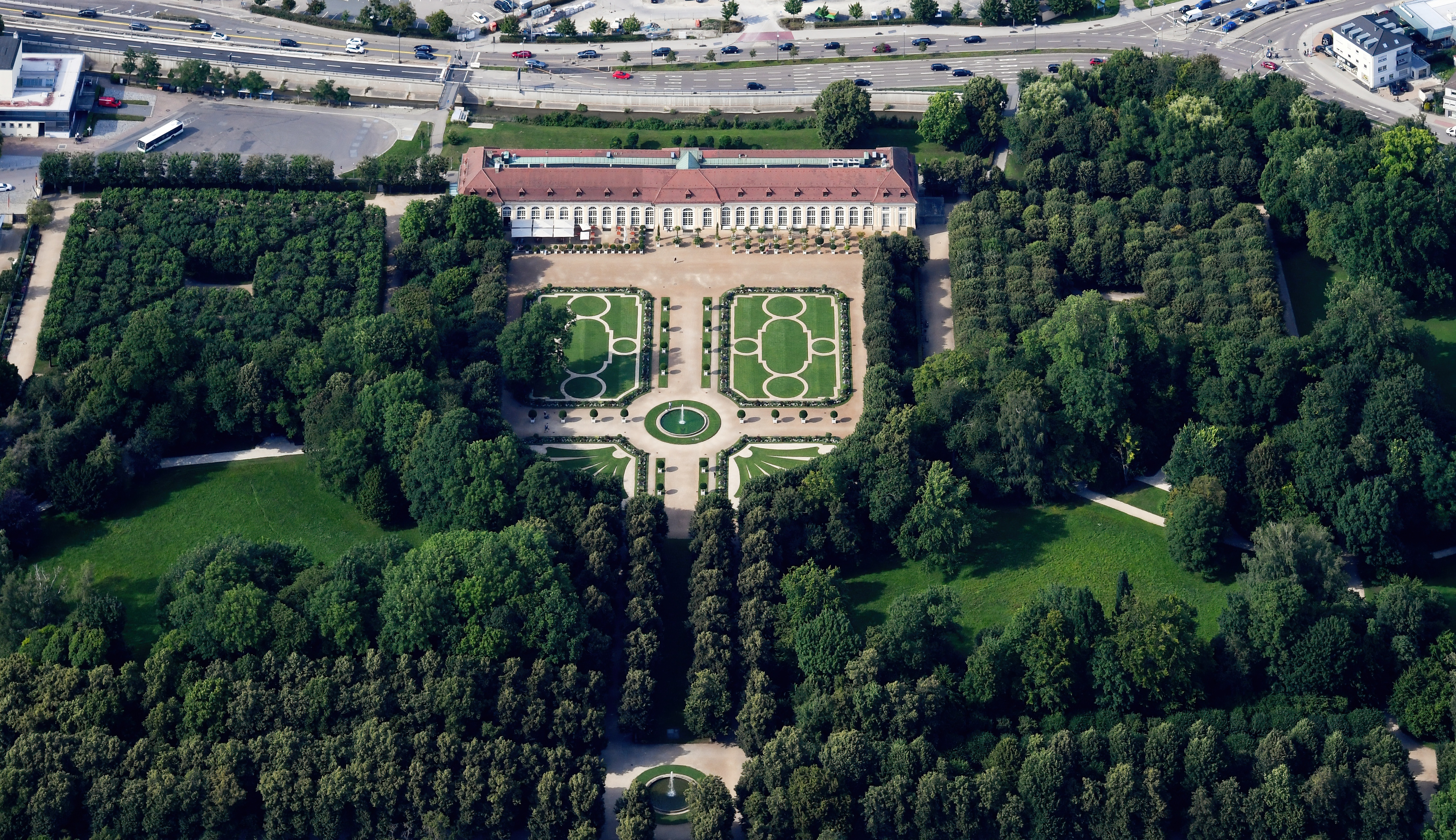
Luftbild der Orangerie und des Gartenparterres

Das Orangeriegebäude wurde auf morastigem Boden mitten im alten Flussbett der Rezat errichtet, was einen Holzpfahlrost als Fundament für die wuchtige Nordwand des Gebäudes notwendig machte. Die Orangerie ist 102 m lang und stellt sich als langgestreckte, schlossähnliche Einflügelanlage dar, die durch drei Pavillons gegliedert ist.
Der Barockbau besitzt auf seiner Südseite 25 Rundbogenfenster und vier große Rechteckfenster, die sich zum Hofgarten hin öffnen lassen. Zwischen den Fenstern befinden sich jeweils Pilaster mit ionischen Kapitellen, die sich im Bereich der Pavillonwände verdoppeln. Während sich die Südfront am niveaugleichen Gartenparterre ausrichtet, fällt die Nordfassade zur Rezat hin tief ab. Die Nordwand ist nur in ihrem Sockel mit einer Reihe segmentbogiger Fenster ausgestattet. Auf dem Sockel erhebt sich eine Kolonnade aus ionischen Doppelsäulen, die der Wand vorgesetzt wurden.
Die beiden Kopfseiten im Osten und Westen vermitteln den natürlichen Geländeunterschied und gleichen durch eine jeweils vorgelegte Treppenanlage die Höhendifferenz zwischen Zufahrtsallee und eigenem Fußbodenniveau aus.

### Innenräume
Der langgestreckte Baukörper enthält mit einem quadratischen Zentralraum (Kuppelsaal) und zwei langen Sälen insgesamt drei große Repräsentationsräume:
- „Grüner Saal“ mit 225 m² (ca. 12,5 m × 18 m)
- „Blauer Saal“ mit 437 m² (ca. 12,5 m × 35 m)
- „Kuppelsaal“ mit 156 m² (ca. 12,5 m × 12,5 m)

In den äußeren Pavillons befanden sich früher die Versorgungsräume. Heute ist im Westpavillon ein Café untergebracht.

## Baustil
Die Orangerie wurde im Stil des Barock als langgestreckte, schlossähnliche Anlage mit dreifacher Risalitbildung, Pilasterordnung und Kolonnaden errichtet. Die Orangerie zeigt damit architektonisch eine sehr starke Anlehnung an französische Vorbilder seiner Zeit: die Südfassade ist dem Grand Trianon (Lustschloss) in Versailles nachempfunden, die Nordseite mit den sogenannten Louvre-Kolonnaden orientiert sich an der Ostfassade des Louvre.
Durch die Kopie französischer Schlossfassaden vermochte es Zocha, die Orangerie zu einem schlossartigen Bau zu erheben. Dies galt nach damaligem Architekturverständnis auch als notwendig, da das Residenzschloss nicht direkt an den Hofgarten angebunden war und ohne eine prunkvolle Orangerie der repräsentative bauliche Bezugspunkt für den barocken Garten gefehlt hätte.
Insbesondere mit der weithin sichtbaren Nordfassade mit den Kolonnaden wollten Zocha und seine Bauherrin Christiane Charlotte den Eindruck eines „wasserumflossenen Märchentempels“ erwecken. Die Kolonnaden der Orangerie sollten sich dafür im Wasser eines extra angelegten halbkreisförmigen Bassins spiegeln, das über einen Kanal von der ohnehin nördlich vorbeifließenden Rezat gespeist wurde. Diesem Prinzip der Spiegelung wurde in der barocken Baukunst ein großer Wert beigemessen.